# 韋謝利尼夫卡 (斯拉武塔區)
50°35′12″N 27°6′50″E / 50.58667°N 27.11389°E
韋謝利尼夫卡（烏克蘭語：Веселинівка），是烏克蘭西部的村莊，隸屬赫梅利尼茨基州的舍佩蒂夫卡區。該村處於科爾奇克河右岸，始建於1592年，面積0.37平方公里，海拔高度208米，2001年人口72。